# Aqababe
Pour les articles homonymes, voir Zitouni.
Le texte peut changer fréquemment, n’est peut-être pas à jour et peut manquer de recul. 
Le titre et la description de l'acte concerné reposent sur la qualification juridique retenue lors de la rédaction de l'article et peuvent évoluer en même temps que celle-ci.
Aqababe, de son vrai nom Aniss Zitouni, né le 15 avril 1998, est un influenceur et blogueur français. 
Il se fait connaître sur les réseaux sociaux en publiant des informations et des exclusivités concernant des personnalités publiques, notamment issues de la téléréalité. 
Ses méthodes lui ont valu deux condamnations judiciaires et d'être visé, en 2025, par cinq plaintes pour pratiques commerciales trompeuses, escroquerie et abus de confiance.

## Biographie

### Enfance et jeunesse
Aniss Zitouni, naît le 15 avril 1998 en France. Il se fait connaître sous le pseudonyme d'Aqababe sur les réseaux sociaux.

### Carrière

#### Débuts
Aqababe commence à se faire remarquer sur les réseaux sociaux en 2018 en partageant divers scoops et informations sur des célébrités, attirant ainsi un nombre croissant d'abonnés. Il suscite une controverse en publiant des clichés intimes de la candidate de téléréalité Astrid Nelsia.

#### Jeremstar etTeleStar Play(2018-2020)
Le 16 janvier 2018, il publie une vidéo intime du blogueur et chroniqueur Jeremstar,. Dans la foulée, il accuse Pascal Cardonna, un proche de Jeremstar, de faire des propositions sexuelles explicites à de jeunes hommes mineurs,. Aqababe publie plusieurs enregistrements et extraits de conversations pour appuyer ses accusations, affirmant que Pascal Cardonna, surnommé « Babybel », utilisait Jeremstar comme intermédiaire pour approcher des adolescents,.
Cette affaire entraîne une onde de choc dans le milieu des influenceurs. Jeremstar, bien que niant toute implication, voit sa carrière médiatique temporairement freinée et quitte l'émission Les Terriens du Dimanche sur C8. Pascal Cardonna, quant à lui, est visé par plusieurs plaintes.
En 2020, il rejoint la plateforme vidéo payante TeleStar Play, où il lance son propre programme intitulé Aqashow. L'émission propose des entretiens et des confessions avec des personnalités issues de l'univers de la téléréalité.

#### BerdahGate et Xavier Dupont de Ligonnès (2022-2025)
En 2022, il est impliqué dans une nouvelle controverse, surnommée le BerdahGate. Il publie des informations sur des pratiques douteuses dans le milieu des influenceurs, ciblant particulièrement Magali Berdah, fondatrice de l'agence Shauna Events. Il l'accuse de couvrir des influenceurs impliqués dans des arnaques aux consommateurs. Cette affaire prend une ampleur médiatique importante avec l'intervention du rappeur Booba, qui s'en prend également à Magali Berdah et Shauna Events. Aqababe continue de divulguer des documents et témoignages visant à prouver des irrégularités financières et des fraudes touchant les consommateurs.
En avril 2025, il se donne pour mission de retrouver Xavier Dupont de Ligonnès, un homme recherché depuis avril 2011, suspecté d'avoir assassiné sa femme et leurs quatre enfants.

## Affaires judiciaires

### JeremsGate (2018-2023)
À la suite de l'affaire du JeremsGate, Jeremstar porte plainte contre Aqababe. Le 3 juin 2022, un communiqué de presse publié sur le compte Instagram de Jeremstar annonce la condamnation d'Aqababe pour diffamation et injures publiques, avec l'obligation de verser 12 000 € de dommages et intérêts,. Le 7 juin 2022, Aqababe publie une lettre ouverte sur Instagram dans laquelle il présente ses excuses et annonce mettre un terme à la publication de scoops sur les personnalités de téléréalité.

### BerdahGate (2019)
En avril 2019, Magali Berdah, fondatrice de l'agence Shauna Events, déclare être victime d'une campagne de dénigrement orchestrée par Aqababe. Ce dernier a diffusé des informations diffamatoires, notamment des allégations de relations extra-conjugales et de blanchiment d'argent. Face à ces attaques, Magali Berdah a déposé plainte pour extorsion de fonds, chantage, diffamation, lynchage public et appel à la haine. Elle a également révélé que Aqababe lui avait réclamé une somme de 180 000 € pour mettre fin à ses publications diffamatoires.
Le 27 avril 2019, Aqababe est arrêté par les forces de l'ordre pour cyberharcèlement. Lors de son arrestation, il a été informé des plaintes déposées à son encontre par Magali Berdah.

### Affaire Maes - Aqababe (2018-2022)
En octobre 2022, des vidéos compromettantes circulent sur les réseaux sociaux, montrant le blogueur Aqababe victime de violences physiques. Ces images, tournées en 2019, mettent en cause le rappeur Maes et plusieurs complices. Aqababe affirme avoir été enlevé, emmené dans un lieu inconnu et roué de coups, tandis que ses agresseurs lui lancent des insultes homophobes.
Le conflit entre les deux hommes commence en 2018, lorsque le blogueur affirme que Maes entretient une relation homosexuelle. Le rappeur dément et se rend au domicile supposé d’Aqababe pour le confronter, sans succès. Un an plus tard, il finit par retrouver le blogueur et l’agresse violemment.
L’affaire refait surface lorsque l’ex-candidat de téléréalité Dylan Thiry est accusé de posséder ces vidéos et de les diffuser. La fuite des images provoque une vague d’indignation et pousse de nombreux internautes à signaler l’affaire au service PHAROS. La police ouvre une enquête, tandis que Maes, lui, reste silencieux face aux accusations, faute de preuves suffisantes pour engager des poursuites,,.

### Aqababe agressé à son domicile et porte plainte contre x et Poupette Kenza (2024)
Le 21 novembre 2023, Aqababe est victime d’une agression à son domicile dans les Hauts-de-Seine. Selon son récit, trois hommes encagoulés et armés font irruption chez lui après avoir sonné à sa porte. L’un d’eux lui assène plusieurs coups avec la crosse d’une arme de poing, le laissant avec une plaie à la tête et des contusions au visage. Les agresseurs prennent la fuite après avoir accidentellement déclenché un appel d’urgence sur son téléphone.
À la suite de cet événement, Aqababe porte plainte contre X pour « violences aggravées » et contre l’influenceuse Poupette Kenza, de son vrai nom Kenza Benchrif, pour « menaces de mort ». Il accuse cette dernière d’avoir publié des messages menaçants à son encontre et d’avoir diffusé son adresse sur les réseaux sociaux. Cette diffusion aurait potentiellement facilité l’attaque dont il a été victime.
L’affaire prend une ampleur médiatique lorsque Aqababe témoigne sur le plateau de Touche pas à mon poste !, où il fond en larmes en racontant son agression. Il exprime son choc et sa peur des répercussions, tout en affirmant qu’il ne compte pas arrêter son activité de blogueur.

### Condamnation pour menace de mort contre Guillaume Genton
Le 21 novembre 2023, Aqababe affirme avoir été agressé à son domicile par trois individus armés et accuse Poupette Kenza d'en être responsable. Le lendemain, il témoigne sur le plateau de Touche pas à mon poste ! Lors de son passage dans l’émission, un échange tendu a lieu entre lui et le chroniqueur Guillaume Genton, ce dernier estimant que le blogueur avait un « fonds de commerce qui peut poser des problèmes ». Aqababe quitte alors le plateau en larmes.
Quelques jours après l’émission, Guillaume Genton reçoit des menaces de mort anonymes par messages. L’enquête judiciaire permet de remonter jusqu’à Aqababe, qui reconnaît les faits lors de sa garde à vue. Il est placé sous contrôle judiciaire et jugé le 18 janvier 2024 par le tribunal judiciaire de Nanterre. Il est condamné à quatre mois de prison avec sursis probatoire de dix-huit mois, assortis d’une interdiction d’entrer en contact avec Guillaume Genton et sa compagne,. Il est également contraint de leur verser une indemnité de 2 800 € et de suivre des soins psychologiques ainsi qu’un traitement en lien avec les stupéfiants.

### Affaire d'escroquerie (2025)
En 2025, il est accusé d'escroquerie, d'abus de confiance et de pratiques commerciales trompeuses par plusieurs anciens clients. Cinq victimes déposent plainte, l'accusant de ne pas avoir respecté ses engagements commerciaux après paiement, incluant des promotions sur ses réseaux sociaux ou son site xoxoaqababe.com. Les plaignants dénoncent des manipulations, des intimidations et un manque de réponse face à leurs demandes de remboursement. Aqababe, soutenu par son avocat, minimise les faits en les qualifiant d'« isolés » et « anecdotiques », soulignant la réussite de nombreux autres partenariats,.